# Sveio
Sveio – norweskie miasto i gmina leżąca w regionie Hordaland.
Sveio jest 308. norweską gminą pod względem powierzchni.

## Demografia
Według danych z roku 2005 gminę zamieszkuje 4672 osób. Gęstość zaludnienia wynosi 18,94 os./km². Pod względem zaludnienia Sveio zajmuje 204. miejsce wśród norweskich gmin.
| ludność stan na 1 stycznia 2005 |         |           |       |
|                                 | kobiety | mężczyźni | razem |
| osób                            | 2398    | 2274      | 4672  |
| %                               | 51,33%  | 48,67%    | 100%  |

| wykształcenie stan na 1 października 2004 |        |         |        |        |
|                                           | podst. | średnie | wyższe | niezn. |
| osób                                      | 713    | 2223    | 568    | 62     |
| %                                         | 19,99% | 62,34%  | 15,93% | 1,74%  |

## Edukacja
Według danych z 1 października 2004:
- liczba szkół podstawowych (norw. grunnskolar): 6
- liczba uczniów szkół podst.: 750

## Władze gminy
Według danych na rok 2011 administratorem gminy (norw. rådmann) jest Mikal Møller Hovda, natomiast burmistrzem (norw. ordfører, d. borgermester) jest Jorunn Skåden.

## Współpraca zagraniczna
Gmina Sveio współpracuje od roku 2008 z polską gminą Wisznice.